# Frank L White
Frank L. White (Barbados,; 17 de marzo de 1867-Leslie, Míchigan; 15 de febrero de 1938) fue un chef profesional más conocido como el modelo del chef de desayuno ficticio (a menudo identificado como "Rastus" ) que aparecen en las cajas y en la publicidad de Crema de trigo cereales para el desayuno. Nacido en Barbados, emigró a los EE. UU. En 1875, donde  se convirtió en ciudadano en 1890. Trabajaba como  chef principal en un restaurante de Chicago. en ese momento fue fotografiado para la caja de cereales en 1900.
White vivió en Leslie, Míchigan en sus últimas décadas. Murió a los 70 años en 1938 y está enterrado en el cementerio Woodlawn en Leslie. En junio de 2007, el marcador de hormigón de su tumba fue reemplazado por una lápida de granito.
En septiembre de 2020, B&G Foods anunció que las imágenes del chef de Cream of Wheat se eliminarán del empaque 
El fabricante de alimentos anunció en junio que estaba revisando el empaque después de que protestas generalizadas contra el racismo sistémico empujara a varias empresas a revaluar su marca."Si bien la investigación indica que la imagen puede estar basada en un chef real de Chicago llamado Frank White, les recuerda a algunos consumidores las representaciones anteriores que encuentran ofensivas", dijo B&G Foods en un comunicado. "Por lo tanto, vamos a eliminar la imagen del chef de todos los envases de Cream of Wheat".